# Happy Tree Friends
Happy Tree Friends (englisch für „Fröhliche Baumfreunde“) ist eine US-amerikanische Flashcartoon-Serie und eine US-amerikanisch-kanadische Fernsehserie, die von Mondo Mini Shows und dem kanadischen Studio Fatkat produziert wird.
Konzept und Witz der Serie ist der ins Absurde übersteigerte Kontrast zwischen kindlicher Aufmachung und extrem brutalem Inhalt.

## Handlung und Konzeption
Jede Episode beginnt damit, dass der Vorspann in Gestalt eines Kinderbuchs gezeigt wird, worin das Logo, der Name der Episode (hierbei handelt es sich meist um ein Wortspiel) und die Besetzung gelistet ist. Die betont niedlichen Hauptfiguren der Serie wohnen in einem Märchenwald. Animationsstil und musikalische Untermalung lassen an eine Serie für Vorschulkinder denken. Eigentliche Dialoge gibt es nicht, die Handlung wird durch Geräusche und bildliche Gedanken verdeutlicht.
Die Episoden beginnen mit normalen Freizeit- oder Alltagsszenen aus dem kindlichen Erfahrungshorizont – etwa Arbeiten, Kochen und Schule, aber auch Teepartys, Freizeitpark und Zoobesuche, Geburtstage sowie Camping. Dabei entwickeln sich aus kleinen Details extrem brutale, sehr detailliert und blutig dargestellte Unfallserien, in denen meist alle beteiligten Figuren nacheinander auf skurrilste Weisen zu Tode kommen; wenn einzelne Figuren überleben, dann schwerverletzt oder völlig entstellt. Am Schluss jeder Folge steht ein moralischer Spruch.
Die Tätigkeiten der Figuren wechseln. Handlungsorte der Serie sind gewöhnlich die Waldländer Nordamerikas. Eine Ausnahme bilden die Folgen mit der Figur „Buddhist Monkey“, welche in Japan spielen.
Eine Ausnahme vom Handlungsmuster bietet die Folge „Clause for Concern“, indem darin keine einzige Figur zu Schaden kommt, erst nach dem Abspann kommt es zu einem Todesfall. Auch in den Folgen „Nutting but the Tooth“, „Out On A Limb“ und „Dream Job“ kommt es zu keinem Todesfall.
Die Episoden haben gewöhnlich eine Länge von ungefähr 3–5 Minuten, und in einer Folge treten meist nur wenige der Figuren auf. Lediglich in längeren Folgen kommt ein Großteil der Figuren vor.

## Veröffentlichungen
Anfangs wurde diese Serie nur als Flashanimationen über das Internet verbreitet. Nach kurzer Zeit wurde sie so bekannt, dass die Folgen auf DVD veröffentlicht und weltweit verkauft wurden. Mittlerweile wurde Happy Tree Friends von den Sendern MTV Germany, VIVA und dem Pay-TV-Sender ANIMAX in 25-minütigen Folgen ausgestrahlt. Außerdem werden T-Shirts, Kuscheltiere und andere Merchandise-Artikel vermarktet.

## Figuren
- Lumpy: Ein größerer, blauer Elch mit verbogenem Geweih und verminderter Intelligenz. Er ist die größte Hauptfigur bei Happy Tree Friends. Er ist meistens freundlich, aber bringt auch oft andere Figuren um. Seine Tode sind oftmals ironisch. Er überlebt durchaus mehr Folgen als viele andere Figuren, ist dafür aber häufig der Verursacher der Unfälle. Er wohnt in einem Wohnwagen. Lumpy ist auch der einzige, der die meisten Attacken von Flippy überlebt.
- Cuddles: Ein gelbes Kaninchen mit rosa Häschenpantoffeln. Er ist freundlich und hilfsbereit, aber auch übermütig, und wenn er nicht selbst Verbote übertritt, stiftet er andere gelegentlich dazu an. Oft überredet er Flaky zu nicht selbst gewollten Dingen, wie Achterbahn fahren. Er ist in Giggles verliebt. Außerdem war er die erste Figur, die überhaupt auftrat. Cuddles überlebt nur wenige der Episoden, in denen er mitwirkt, und wenn, nur ein paar Kurzauftritte. Sein Traum ist es, Rockstar zu werden, wie man in der Episode „In a Jam“ sehen konnte. Cuddles hat eine Vorliebe für Karotten, Softdrinks und Ballspiele.
- Flaky: Ein rotes, sehr ängstliches Stachelschwein mit Schuppen, dessen Stacheln den anderen gelegentlich Probleme bereiten. Flaky ist sehr ängstlich und vorsichtig und scheint die einzige Figur zu sein, der die potenziell tödliche Natur der Happy-Tree-Friends-Welt bewusst ist. Außerdem scheint sie die einzige Figur zu sein, die absichtlich von anderen Figuren getötet wird (andeutungsweise zu sehen in „Happy Trails“). Flaky bringt nur selten andere Happy Tree Friends um, und wenn, dann durch den Missbrauch ihres nadeligen Rückens, mit dem sie andere aufspießen kann. Das Geschlecht von Flaky war lange nicht eindeutig festgelegt, viele Fans sahen in Flaky eine weibliche Figur. Die Erschaffer bestätigten dies schließlich in einer Videobeschreibung zu „Wingin’ It“, in der ein „her“ (engl. für „sie“) in Bezug auf Flaky das Geschlecht festlegte. Flaky teilt die Erdnussallergie mit Flippy, ist laktoseintolerant und leidet an allerlei Phobien.
- Giggles: Ein rosarotes Streifenhörnchen mit roter Schleife. Sie war eine der ersten Figuren und ist eine sehr freundliche, sensible, umweltbewusste Figur, die Blumen mag. Ihr Name rührt von ihrem häufigen Kichern (englisch to giggle) her. Es ist impliziert, dass sie in Cuddles verliebt ist, hat aber auch häufig Dates mit anderen männlichen Figuren. Petunia ist ihre beste Freundin, mit dieser hängt sie oft ab.
- Petunia: Das liebenswerte und freundliche Stinktiermädchen trägt ironischerweise eine Blume im Haar und einen Duftbaum um den Hals. Sie leidet an Waschzwang. Deshalb duscht sie fünf Mal am Tag. Diese Zwangsstörung treibt sie manchmal sogar in den Wahnsinn (woraufhin sie sich in der Folge „Wishy Washy“ die Haut (und damit den Dreck) mit einem Kartoffelschäler abschält). Wenn Unordnung in ihrer Umgebung herrscht, hyperventiliert sie. Sie ist in Handy verliebt.
- Toothy: Ein violetter Biber mit langen, abstehenden Zähnen und Sommersprossen. Er neigt dazu, die Fassung zu verlieren, und handelt meist sehr unbedacht, was ihn oft das Leben kostet. Er ist die erste Figur, die stirbt. Sein Vorbild ist Splendid, und Cuddles ist sein bester Freund, die 2 mögen Feuerwerk und spielen gerne Streiche.
- Splendid: Ein blaues Flughörnchen mit roter Superheldenmaske und enormen Kräften. Er überlebt fast sämtliche Folgen, in denen er mitwirkt, verschlimmert jedoch beim Versuch zu helfen oftmals die Situation. Seine einzige Schwachstelle ist ein radioaktiver Edelstein in Form einer Nuss, ähnlich wie das Kryptonit bei Superman, welcher bei „Gems the Break“ von Shifty und Lifty gegen ihn eingesetzt wurde. Dies war auch die einzige Folge, in der er starb.
- Sniffles: Ein hellblauer Ameisenbär mit Brille, der eine intellektuelle Figur verkörpert. Er versucht oft, Ameisen zu fangen, wird von diesen jedoch meist aus Rache gequält und getötet. Zudem baut er beeindruckende Maschinen und interessiert sich sehr für die Wissenschaft. Oft wird Sniffles gerufen, wenn sich jemand verletzt hat oder Erfindungen gebraucht werden.
- Nutty: Ein hellgrünes Eichhörnchen mit einem Kullerauge, das krankhaft süchtig nach Süßigkeiten ist. Letzteres wird ihm des Öfteren zum Verhängnis, da er sich beim Versuch, an die Leckereien zu kommen, nicht selten in Gefahr begibt bzw. Gefahren übersieht. Sein Charakteristikum sind Lollys und Zuckerstangen, die ihm im Gesicht und auf dem Bauch kleben. Er scheint während des Erlangens von neuem Süßstoff seine Außenwelt auszublenden (wie man in „Party Animal“ sehen kann, da er lieber die Schokoladenstücke verspeist, anstatt Flaky in der Not zu helfen). Nutty kann aber auch freundlich sein, so sieht man ihn in der Episode „From Hero to Eternity“ mit Sniffles Schach spielen. In der Episode „False Alarm“ verliert Nutty kurzzeitig seine Sucht nach Süßigkeiten.
- Handy: Ein orangefarbener Biber mit allerlei Werkzeug und einem gelben Helm, der seine Hände verloren hat, was ihn meistens in Schwierigkeiten bringt. Er vollbringt technische Meisterleistungen mit seinen Armstummeln, wenn er gerade nicht im Bild ist oder man ihn nicht genau sieht. Sein Charakteristikum ist der Blick, den er aufsetzt, wenn er merkt, dass er keine Hände hat und sie dringend benötigt. Als Ersatz nutzt er oft seinen Mund, wodurch er sich selbst in gefährliche Situationen bringt und/oder sich verletzt. Er ist in Petunia verliebt.
- Flippy: Ein grüner Bär in Uniform, der allergisch auf Erdnüsse reagiert und aufgrund eines Kriegstraumas an PTBS leidet. Dieses zog er sich im Krieg durch seine Unfähigkeit, den gegnerischen Truppenleiter der Tiger-Armee zu ermorden, zu, da infolge dieses Missgeschicks seine beiden Kameraden (Sneaky das Chamäleon und Mouse Ka-Boom, eine französische Maus und der Sprengexperte der Gruppe) auf grausame Weise starben, woran er auch direkt – wenn auch ungewollt – beteiligt war. Auf der Flucht vor den Feinden versteckte er sich in Sneakys Kadaver, in dem er kurz darauf seinen ersten Anfall erlitt und so doch den Kampf für sich entscheiden konnte. Immer wieder bringt ihn sein böses Ich (in der Serie auch Fliqpy genannt) dazu, ein furchtbares Blutbad unter den anderen Happy Tree Friends anzurichten, wenn er durch etwas wie ein Tortenmesser, ein Knallen oder rote Substanzen wie Ketchup oder Feuer an den Krieg erinnert wird. Er ist aber nicht boshaft. Ohne den Einfluss seiner Störung ist er nett und hilfsbereit, und jeder scheint ihn zu mögen. In der Folge „Double Whammy“ entschließt sich Flippy dazu, die Hilfe eines Psychologen (Lumpy) in Anspruch zu nehmen, der ihm aber nicht helfen kann. Erst nachdem Flippy gegen das personifizierte Böse seiner selbst nach einem Blutbad gewonnen hat – der Rezipient sieht hierbei Flippys böse Seite als eigene Figur, der sich allerdings später als eine Einbildung Flippys herausstellt – scheint er geheilt zu sein. Kurz nach diesem Erfolg stirbt er jedoch. Er überlebt fast alle Folgen.
- The Mole: Ein blinder, rosafarbener Maulwurf, der nie spricht. Er trägt eine Blindenbrille und einen lila Kragenpullover, den er bis über den Mund gezogen hat. Oft überlebt er, verursacht jedoch selbst größere Unfälle, die mindestens einem Happy Tree Friend das Leben kosten. Oft wird er im Zusammenhang mit Tätigkeiten oder Arbeitsvorgängen (z. B. Autofahren, Blut abzapfen oder Lesen) dargestellt, die als Blinder eigentlich gar nicht oder sehr schwer auszuführen sind, was das Ganze noch mehr ins Lächerliche zieht. Diese Aktivitäten sind meistens auch die Grundlage für die Unfälle oder kleineren Missgeschicke, die er verursacht. Er scheint ein sehr freundlicher Charakter zu sein, und er wird auch nie von Flippy getötet.
- Mime: Das geschminkte lila Pantomime-Rentier, das nie spricht, sondern stets versucht, sich mittels pantomimischer Bewegungen auszudrücken. Er bemerkt oft als erster Gefahren bzw. verursacht sie und versucht anschließend, alle mit Hilfe seiner Pantomime zu warnen, was aber selten verstanden wird. Die Möbel in seinem Haus sind unsichtbar und können nur von ihm genutzt werden. Manchmal zieht es Mime zum Zirkus, wo er Profi im Jonglieren und Feuerspucken ist.
- Russell: Ein Seeotter-Pirat mit Holzbeinen, Augenklappe und einem Haken statt einer Hand, der öfter Probleme mit Meeresbewohnern hat. Seine Leibspeise sind Meeresfrüchte und Fische.
- Disco Bear: Ein tanzender Grizzlybär, der dank seiner Haarpracht wie ein Löwe aussieht. Er ist sehr penetrant und bildet sich ein, dass er und seine Tanzbewegungen gut ankommen, doch meistens verursachen sie erst Desinteresse und dann Unfälle. Nebenbei leidet er aufgrund seiner ungesunden Ernährung an Übergewicht und einem Herzproblem, was ihm oft Schwierigkeiten bereitet, so überlebte er in der Episode „Chance of Heart“ nur, weil Lumpy ihm das Herz eines toten Wals einpflanzte, da Lumpy das eigentliche Spenderherz verspeist hatte.
- Lifty und Shifty: Lifty ist ein gieriger, grüner Waschbär, dessen Kleptomanie ihm oft zum Verhängnis wird. Er und sein Bruder Shifty machen immer allerlei Unfug; besonders oft stehlen sie Dinge von anderen. Sein Charakteristikum ist ein schiefes, fieses Grinsen. Shifty ist der zweite diebische Waschbärenbruder. Er und sein Bruder streiten sich oft, wenn etwas nicht nach Plan läuft. Abgesehen davon, dass er einen Hut trägt, sieht er genauso aus wie Lifty und hat dasselbe Charakteristikum.
- Pop und Cub: Pop ist ein älterer Braunbär, welcher seiner Pflicht, auf seinen Sohn Cub aufzupassen, so gut wie möglich nachgeht, sich selbst und Cub dabei jedoch in tödliche Gefahr bringt. Wenn er bemerkt, dass sich sein Sohn in (Lebens)Gefahr befindet, versucht er, ihn mit allen Mitteln zu retten, doch verschlimmert er dadurch die Situation meist nur und bringt oft sich selbst und auch andere Happy Tree Friends in Gefahr. Seine Markenzeichen sind sein Morgenmantel und seine Pfeife, die er sogar im Schlaf raucht. Cub ist der kleine Bärennachwuchs von Pop, der aufgrund seines ungeschickten Händchens in der Wahl seiner Spielzeuge seinen Vater ständig überfordert. Er hat hellbraunes Fell, trägt eine Propellerkappe und eine Windel. Meistens stirbt er. Das liegt nicht zuletzt an seiner Neugier und/oder Leichtsinnigkeit, aber oft trägt auch sein Vater Pop dazu bei, wenn auch unbeabsichtigt und teilweise auch unbewusst. Obwohl er als Baby dargestellt wird, hat er manchmal die Intelligenz eines Kleinkinds. Cub mag Eis und Lollis.
- Cro-Marmot: Ein prähistorisches Murmeltier, welches in einem Eisblock eingefroren ist. Der Name ist eine Anlehnung an den Cro-Magnon-Menschen. Er ist die einzige nicht-animierte Figur. Obwohl er sich nicht bewegen kann, vollbringt er Handlungen, wenn er nicht im Bild ist (z. B. Schneebälle werfen, Eis verkaufen oder Surfen). Er ist bisher in nur einer einzigen Folge gestorben (Dino-Sore Days), aber ansonsten stirbt er auf Grund des Eises nie.
- Buddhist Monkey: Ein normalerweise friedlicher buddhistischer Mönch. Doch stören Ninjas seinen Frieden, werden sie gnadenlos getötet. Er besitzt gewissermaßen seine eigene Show, die bisher aber nur aus drei Episoden besteht. In Zusammenhang mit den bisherigen Happy Tree Friends kommt er nur in zwei Kinofilmen und als Aufdruck auf einem Spielautomaten vor. Buddhist Monkey ist eine der wenigen Figuren in Happy Tree Friends, die noch nie getötet oder ernsthaft verletzt wurden. Er lebt in Japan.
- Truffles: Ein grau-blaues Wildschwein mit Mütze, ähnlich wie Donald Duck. Er verlor zwar die Vote-or-Die-Wahl gegen Lammy und ist somit keine festgelegte Figur bei Happy Tree Friends, hat jedoch trotzdem Cameo-Auftritte in einigen Folgen.
- Der Götze: Der Götze ist keine Figur, er ist eine kleine Maya-Statue (die starke Ähnlichkeit mit der Statue hat, die Indiana Jones am Anfang des Filmes Jäger des verlorenen Schatzes aus dem Tempel holt, worauf er von einer riesigen Steinkugel verfolgt wird). Überall, wo sie auftaucht, bringt sie Tod und Unheil.
- Lammy: Ein freundliches, weibliches Schaf, welches gerne mit ihrem Freund „Mr. Pickles“, einer lebendigen Gurke, die einen Zylinderhut trägt und nie spricht, Teekränzchen abhält. Sie wird regelmäßig von Mr. Pickles in Schwierigkeiten gebracht, welcher andere Happy Tree Friends in Lebensgefahr bringt, sie tötet und es so einfädelt, dass die anderen Happy Tree Friends, die Mr. Pickles nur als normale Gurke sehen können, Lammy als die Mörderin wahrnehmen. Der Zuschauer erfährt allerdings nicht, ob Mr. Pickles sich vor den anderen Figuren nur versteckt oder ob Lammy, ähnlich wie Flippy, an einer psychischen Krankheit leidet, die sie die anderen Figuren umbringen lässt, und diese Morde mithilfe der imaginären Figur „Mr. Pickles“ zu verdrängen versucht.[2] Man sieht aber auch, dass Lammy vergeblich versucht, Mr. Pickles vom Töten anderer Happy Tree Friends abzuhalten. Sie war die Gewinnerin der „Vote-or-Die“-Wahl, wo sie gegen Truffles gewann und so als neue Figur in der Serie hinzukam. Bei ihren ersten Auftritten überlebte Lammy unversehrt, in späteren Episoden starb sie aber auch.

## Musik
Für das Lied The Carpal Tunnel Of Love von Fall Out Boy wurde ein Musikvideo im Stil der Happy Tree Friends produziert, in dem neben vielen Figuren aus der Serie auch die im selben Stil gezeichneten Mitglieder der Band auftauchen. Wie in der Serie üblich sterben alle Figuren eines brutalen Todes.

## Suicidal Squirrels
- 2006 produzierten Mobile Streams und Cryoshi Crucial eine weitere Flashcartoon-Serie, die ein Mix aus niedlichem Design und blutiger Gewaltdarstellung ist, Suicidal Squirrels. In jeder, nur ca. 1-minütigen Folge, nimmt sich ein gut gelauntes Eichhörnchen das von Robert Missler vertont wird auf verschiedenste Art das Leben und hat offensichtlich großen Spaß dabei. Die Flashcartoon-Serie, die auf einem Computerspiel basiert, in dem man die Eichhörnchen in den Tod treiben muss und die 2007 auf MTV Deutschland ausgestrahlt wurde, konnte nicht an den Erfolg von Happy Tree Friends anknüpfen und wurde nach nur 30 von 100 geplanten Selbstmordeichhörnchen nicht fortgesetzt. Die Volume 1 erschien in Deutschland auf DVD und erhielt von der FSK die Altersfreigabe ab 16.